# En torr vit årstid
En torr vit årstid (A Dry White Season) är en amerikansk dramafilm från 1989, regisserad av Euzhan Palcy med bland andra Donald Sutherland, Marlon Brando och Michael Gambon i rollerna. Filmen är baserad på André Brinks roman med samma namn och handlar om apartheid i Sydafrika.

## Rollista (urval)
- Donald Sutherland - Ben du Toit
- Janet Suzman - Susan du Toit
- Zakes Mokae - Stanley Makhaya
- Jürgen Prochnow - kapten Stolz
- Susan Sarandon - Melanie Bruwer
- Marlon Brando - Ian McKenzie
- Michael Gambon - domare